# 박지영 (1987년 2월)
박지영(朴至永, 1987년 2월 7일 ~ )은 대한민국의 축구 선수이다.

## 수상

### 클럽
창원시청
- 대한민국 내셔널리그 : 4강 (2011)
- 내셔널축구선수권대회 : 우승 (2017), 준우승 (2011)